# Erora muridosca
Erora muridosca is een vlinder uit de familie van de Lycaenidae. De wetenschappelijke naam van de soort werd als Thecla muridosca in 1918 gepubliceerd door Dyar.